# 김태훈 (1998년)
김태훈(한국 한자: 金台勳, 1998년 7월 15일 ~ )은 대한민국의 축구 선수이며, 포지션은 공격수이다.